# Saskatoon South (circonscription saskatchewanaise)
Pour les articles homonymes, voir Saskatoon (homonymie), Buena Vista et Broadway (homonymie).
Circonscription électorale provinciale du Canada
Saskatoon South (initialement Saskatoon Buena Vista, ensuite Saskatoon Broadway) est une ancienne circonscription électorale provinciale de la Saskatchewan au Canada. Elle est représentée à l'Assemblée législative de la Saskatchewan de 1975 à 1995.

## Liste des députés
| Parlement                                             | Années                                                | Député                                                | Député                                                | Parti                                                 |
| Saskatoon Buena Vista                                 | Saskatoon Buena Vista                                 | Saskatoon Buena Vista                                 | Saskatoon Buena Vista                                 | Saskatoon Buena Vista                                 |
| Nouvelle circonscription, voir Saskatoon Nutana South | Nouvelle circonscription, voir Saskatoon Nutana South | Nouvelle circonscription, voir Saskatoon Nutana South | Nouvelle circonscription, voir Saskatoon Nutana South | Nouvelle circonscription, voir Saskatoon Nutana South |
| ----------------------------------------------------- | ----------------------------------------------------- | ----------------------------------------------------- | ----------------------------------------------------- | ----------------------------------------------------- |
| 18e                                                   | 1975–1978                                             |                                                       | Herman Rolfes                                         | Néo-démocrate                                         |
| 19e                                                   | 1978–1982                                             |                                                       | Herman Rolfes                                         | Néo-démocrate                                         |
| Saskatoon South                                       |                                                       |                                                       |                                                       |                                                       |
| 20e                                                   | 1982–1986                                             |                                                       | Robert Edward William Myers                           | Progressiste-conservateur                             |
| 21e                                                   | 1986–1991                                             |                                                       | Herman Rolfes (2)                                     | Néo-démocrate                                         |
| Saskatoon Broadway                                    |                                                       |                                                       |                                                       |                                                       |
| 22e                                                   | 1991–1995                                             |                                                       | Pat Atkinson                                          | Néo-démocrate                                         |
| Circonscription abolie, voir Saskatoon Nutana         |                                                       |                                                       |                                                       |                                                       |

## Résultats électoraux
Saskatoon Broadway (1991-1995)

Saskatoon South (1982-1991)

Saskatoon Buena Vista (1975-1982)